# Dusona luctuosa
Dusona luctuosa là một loài tò vò trong họ Ichneumonidae.